# Sony Ericsson J100
A Sony Ericsson J100 mobiltelefont a gyártó 2006 februárjában adta ki. A készülék belépőkategóriás, kifejezetten egyszerű felépítésű, mind külsőleg, mind szoftveresen. A telefon két színben volt kapható amik a Polar White, és a Twilight Blue névre hallgatott.

## Kialakítás és funkciók
A készülék hagyományos kialakítású, felül a kijelző, alul a gombsor. Nyitó vagy csúszó mechanikát nem tartalmaz. A készüléknek
STN kijelzője van, ami 96 x 64 pixel felbontású és 65000 színű. Mérete 1,4 hüvelyk. A modell pozicionálásánál a könnyű használhatóságot irányozta elő a gyártó. A fő funkciók egy gombnyomással elérhetők. A négy irányú navigáló gyűrűt felfelé billentve a hangbeállítás, jobbra az ébresztőóra, lefelé a telefonkönyv, balra az új SMS írása érhető el. 
A telefonnak nincs saját telefonkönyve, csak a SIM kártyán tud neveket tárolni. 

## Különleges funkciók
- Prediktív szövegbevitel
- Szervező
- Stopper óra
- Rezgő hívásjelzés
- Számológép és ébresztőóra